# Полянский, Юрий Федотович
Юрий Федотович Полянский (1924—1943) — подпольщик Великой Отечественной войны, участник антифашистской организации «Молодая Гвардия».

## Биография
Родился в многодетной крестьянской семье. В 1925 году семья переехала на Донбасс, в поселок Лотиково Славяносербского района, где отец устроился на работу в шахту. В 1930 году умерла мать Юрия.
По окончании начальной школы, переехал в Лисичанск, к сестре Зинаида. В 1939 году был принят в комсомол.
Учился на «отлично» и закончив 8 классов, вернулся в Лотиково к отцу. Десятый класс Юрий закончил в средней школе № 22 поселка Краснодона накануне оккупации.
В октябре 1942 года вступил в подпольную комсомольскую организацию. Работал на шахте № 17, где по заданию руководителей подпольной группы проводил агитационную пропаганду среди рабочих, с целью саботажа добычи угля. Писал и распространял листовки со сводками Совинформбюро.
13 января 1943 года был арестован и отправлен в полицию города Краснодона, где после пыток был сброшен 14 января в шурф шахты № 5. Был извлечён из шахты без левой руки и носа
Похоронен в братской могиле молодогвардейцев в Краснодоне.
Согласно следственным документам, в связи с тем что сестра Серафима Полянская была осуждена на была осуждена особым совещанием НКВД СССР на 10 лет лишения свободы за предательство "Молодой гвардии" (позднее реабилитирована), награждён не был.